# Donato Sabia
Donato Sabia (* 11. September 1963 in Potenza; † 7. April 2020 ebenda) war ein italienischer Leichtathlet, der sich auf Sprint und Mittelstreckenlauf spezialisierte.

## Leben
Bei den Leichtathletik-Weltmeisterschaften 1983 in Helsinki schied er über 800 m im Vorlauf aus und kam mit der italienischen Mannschaft in der 4-mal-400-Meter-Staffel auf den fünften Platz.
1984 gewann er bei den Leichtathletik-Halleneuropameisterschaften in Göteborg Gold über 800 m. Bei den Olympischen Sommerspielen in Los Angeles wurde er über 800 m Fünfter und erreichte in der 4-mal-400-Meter-Staffel das Halbfinale. Ebenfalls über 800 m wurde er bei den Olympischen Sommerspielen 1988 in Seoul Siebter.
Dreimal wurde er italienischer Meister über 800 m (1983, 1984, 1988) und einmal über 400 m (1984). In der Halle holte er 1984 und 1989 den nationalen Titel über 400 m.
Er starb im April 2020 während der COVID-19-Pandemie im Ospedale San Carlo in Potenza an den Folgen einer SARS-CoV-2-Infektion.

## Persönliche Bestzeiten
- 400 m: 45,73 s, 9. Juni 1984, Mailand
  - Halle: 46,52 s, 11. Februar 1989, Turin
- 800 m: 1:43,88 min, 13. Juni 1984, Florenz
  - Halle: 1:47,77 min, 11. Februar 1984, Turin